# Copa Libertadores 1960
W pierwszej edycji Copa Libertadores udział wzięły kluby reprezentujące 7 państw: Argentynę, Brazylię, Boliwię, Chile, Kolumbię, Paragwaj i Urugwaj. Według Janusza Kukulskiego (Światowa piłka nożna) w turnieju wzięła udział reprezentująca Peru drużyna Universitario Lima, która po przegranym wysoko pierwszym meczu wycofała się. Ponieważ żadna z oficjalnych dokumentacji turnieju nie uwzględnia występu zespołu peruwiańskiego, najprawdopodobniej występ tego klubu został anulowany i z tego powodu nie jest uwzględniany w oficjalnych statystykach. Turniej trwał od 19 kwietnia do 19 lipca 1960 roku. Pierwszym w historii zdobywcą Copa Libertadores został urugwajski klub CA Peñarol, natomiast pierwszym w historii finalistą paragwajski klub Club Olimpia.

## 1/4 finału
| Club Olimpia |
| CA Peñarol - Club Jorge Wilstermann 7:1 i 1:1 1 20.04 1960 Alberto Spencer (4), Carlos Borges (2), Luis Cubilla - Máximo Alcócer 2 30.04 1960 Luis Cubilla - Ausberto García |
| San Lorenzo de Almagro - EC Bahia 3:0 i 2:3 1 20.04 1960 1:0 Oscar Rossi, 2:0 Ramón Ruiz, 3:0 José Sanfilippo 2 03.05 1960 José Sanfilippo (2) - Carlitos, Flavio, Marito    |
| Club Universidad de Chile - Millonarios FC 0:6 i 0:1 1 08.05 1960 Marino Klinger (2), Rubén Pizarro (2), Rodolfo Micheli, Orlando Larraz 2 15.05 1960 Rodolfo Micheli        |

## 1/2 finału
| CA Peñarol - San Lorenzo de Almagro 1:1 i 0:0, dod. 2:1 1 18.05 1960 Carlos Linazza - Norberto Boggio 2 24.05 1960 3 29.05 1960 Alberto Spencer (2) - José Sanfilippo |
| Millonarios FC - Club Olimpia 0:0 i 1:5 1 29.05 1960 2 05.06 1960 Rubén Pizarro - Luis Doldán (2), Teovaldo Melgarejo, Hipólito Recalde, Delio Noriega s              |

## FINAŁ
| CA Peñarol - Club Olimpia 1:0 i 1:1 |
| 12 czerwca 1960 Montevideo Estadio Centenario (44 690) CA Peñarol - Club Olimpia 1:0 (0:0) Sędzia: Carlos Robles (Chile) Bramki: 1:0 Alberto Spencer 79 Czerwone kartki: - / Juan Vicente Lezcano Club Atlético Peñarol: Luis Maidana - William Martínez (Francisco Majewski), Santiago Pino, Salvador, Néstor Gonçálvez, Walter Aguerre, Luis Cubilla, Carlos Linazza, Alberto Spencer, Júpiter Crescio, Carlos Borges. Club Olimpia: Hermino Arias - Juan Vicente Lezcano, Edelmiro Arévalo, Mariano Osorio, Claudio Lezcano, Pascual Rojas, Vicente Rodríguez, Hipólito Recalde, Luis Doldán, Pedro Antonio Cabral, Teovaldo Melgarejo |
| 19 czerwca 1960 Asunción Estadio Puerto Sajonia (20 000) Club Olimpia - CA Peñarol 1:1 (1:0) Sędzia: José Luis Praddaude (Argentyna) Bramki: 1:0 Hipólito Recalde 28, 1:1 Luis Cubilla 83g Club Olimpia: Hermino Arias - Edelmiro Arévalo, J.Peralta, Pascual Rojas, Claudio Lezcano, Eligio Echagüe, Vicente Rodríguez, Hipólito Recalde, Luis Doldán, Pedro Antonio Cabral, Mariano Osorio Club Atlético Peñarol: Luis Maidana - William Martínez, Salvador, Santiago Pino, Néstor Gonçálvez, Walter Aguerre, Luis Cubilla, Carlos Linazza, Alberto Spencer (Juan Hohberg), José Griecco, Carlos Borges                                 |

## Klasyfikacja
Poniższa tabela ma charakter statystyczny. O kolejności decyduje ne pierwszym miejscu osiągnięty etap rozgrywek, a dopiero potem dorobek bramkowo-punktowy. Nie uwzględniono meczu klubu Club Olimpia z Universitario Lima.
| Poz                                                                    | Klub                      | Mecze | Zw | Rem | Por | Pkt | BrZd | BrStr |
| ---------------------------------------------------------------------- | ------------------------- | ----- | -- | --- | --- | --- | ---- | ----- |
| 1                                                                      | CA Peñarol                | 7     | 3  | 4   | 0   | 10  | 13   | 5     |
| 2                                                                      | Club Olimpia              | 4     | 1  | 2   | 1   | 4   | 6    | 3     |
| 3                                                                      | Millonarios FC            | 4     | 2  | 1   | 1   | 5   | 8    | 5     |
| 4                                                                      | San Lorenzo de Almagro    | 5     | 1  | 2   | 2   | 4   | 7    | 6     |
| 5                                                                      | EC Bahia                  | 2     | 1  | 0   | 1   | 2   | 3    | 5     |
| 6                                                                      | Club Jorge Wilstermann    | 2     | 0  | 1   | 1   | 1   | 2    | 8     |
| 7                                                                      | Club Universidad de Chile | 2     | 0  | 0   | 2   | 0   | 0    | 7     |
| Podsumowanie: 13 meczów, w tym 5 remisów, 39 bramek - 3.00 bramki/mecz |                           |       |    |     |     |     |      |       |